# Китайська література

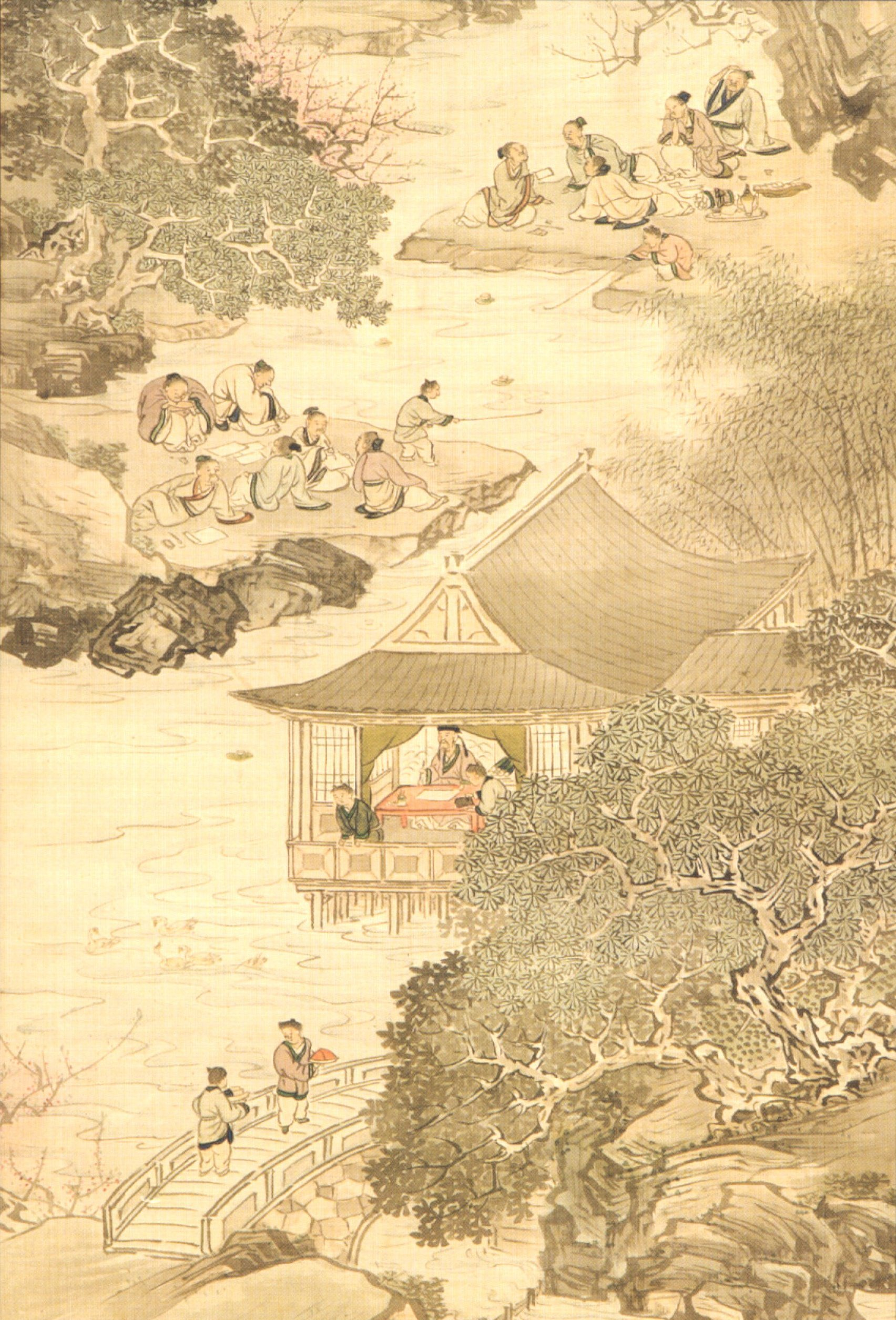
Ілюстрація до праці каліграфа Ван Січжи (303—361) «Передмова до віршів, створених у Павільйоні Орхідей»

Кита́йська літерату́ра є однією з найдавніших класичних літератур світу, її історія налічує більше трьох тисяч років. Появу китайської літератури пов'язують з розвитком писемності, зокрема з першими цзягувень, записами пророцтв на кістках тварин та черепахових панцирах, які датуються XVIII ст. до н. е., винаходом паперу у II ст. до н. е., розвитком каліграфії та ксилографії: У IX ст. стала поширеною практика дереворитництва, коли дерев'яні дощечки з вирізьбленими на них ієрогліфами стали використовуватися для друку значних за обсягом текстів, а у XII ст. було винайдено перший друкарський верстат з рухливими ієрогліфами.
Існує два найпоширеніших способи викладення історії китайської літератури — за жанровим поділом та за хронологічними межами династій. Якщо прихильники першого з цих підходів зустрічаються з проблемою висвітлення історичних умов, за яких було написано жанровий твір, то дослідники, які обирають за взірець політичну історію династій, зустрічаються з суперечностями там, де мова йде про безперервність «культурної історії» — наприклад, культурний вплив династії Тан (618—907) стає особливо помітним не в рік заснування цієї династії, а в 650 році, та залишається відчутним ще у перші шістдесят років після заснування династії Сун (960—1279).

## Зародження китайської літератури
Перші письмові тексти, які визначили появу та подальше формування китайської літератури, зокрема її поетичну традицію, датуються часами династії Чжоу (1122/1045-256 роки до н. е.), хоча цзягувень існували ще за часів династії Шан (1600—1027 роки до н. е.). Протягом цього періоду було створено значний корпус філософських текстів, історичних творів та поетичних збірок, деякі з яких можуть датуватися ще більш ранніми періодами. Найвідомішими авторами були: Конфуцій (кит.: 孔子), Лао-Цзи (кит.: 老子), Чжуан-цзи (кит.: 庄子), Мен-цзи (кит.: 孟子) та Мо-цзи (кит.: 墨子). Книга «Мистецтво війни», написана Сунь-цзи як військова стратегія, є також визначним пам'ятником літератури.

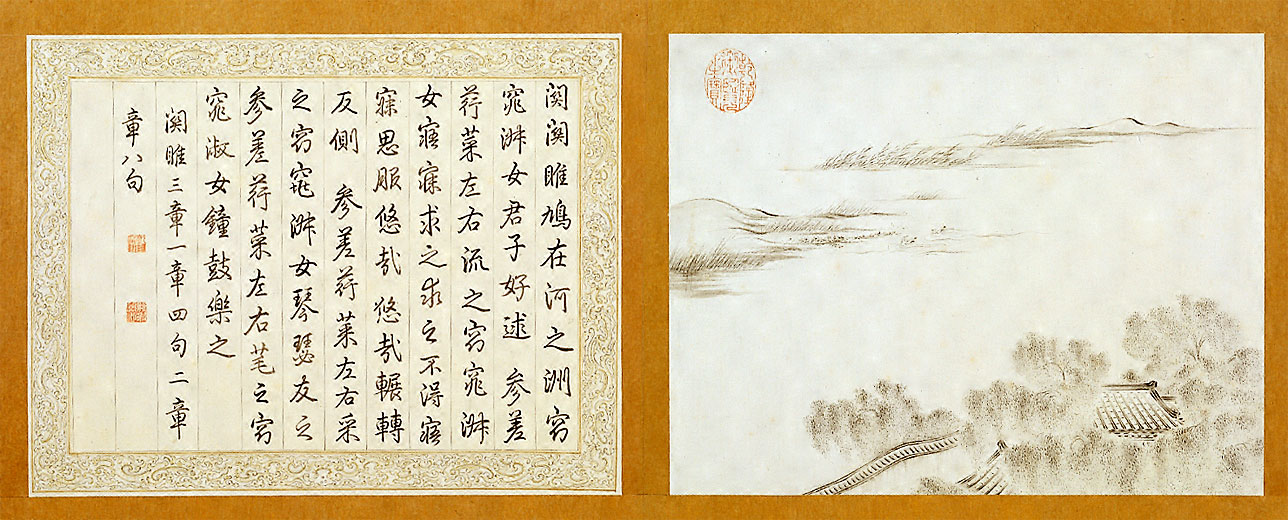
Ши Цзін, рукописи імператора Цяньлуна, із мальовничим оформленням.

Твори Конфуція справили значний вплив на розвиток китайської культури, протягом правління династії Хань (206 до н. е. — 220 н. е.) конфуціанство було проголошене державною релігією. Праці, які редагував Конфуцій, було зібрано протягом династії Сун (960—1279) у конфуціанський класичний канон «У-цзін», до складу якого входила «Книга Перемін» (Ї-цзін), «Книга Пісень» (Ши цзін), «Книга записаних переказів» (Шу цзін), Книга обрядів (Лі цзі) та хроніка «Чуньцю».
Протягом цього періоду отримав визнання Цюй Юань (кит.: 屈原), який вважається одним із найкращих ліричних поетів Стародавнього Китаю. Вірші Цюй Юаня було зібрано у книзі «Чуські строфи».

## Династія Хань (206 до н.е.— 220 н.е.)

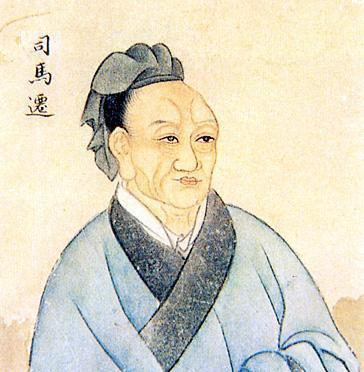
Сима Цяня

Книга «Історичні записи» (Ши цзі, кит.: 史记) Сима Цяня (кит.: 司马迁) залишається не тільки важливою працею з китайської історії, але і пам'ятником літератури, який дотепер цитується в підручниках китайської мови. Протягом правління династії Хань з'явилися нові поетичні форми в межах двох поетичних традицій. Якщо перша з них наслідувала стиль поета Цюй Юаня та привела до виникнення описово стилю «фу» (кит.: 赋), то друга слідувала чітким правилам просодії «Книги пісень». Відомим автором фу був Фу І. Ханські правителі наказували збирати старовинні народні пісні по віддалених провінціях імперії. В цей період розвинувся також прозовий жанр, в багатьох з текстів висловлювалися думки з приводу управління державою та давалися поради імператору.

## Період між правліннями династій Хань та Тан (220—618)
Наприкінці правління Східної династії Хань набула популярності пентасилабічна віршова форма (п'ять ієрогліфів у рядку). Такі державні діячі, як Цао Цао та Цао Пі, писали свої вірші у такому стилі, а останній винайшов форму гектасилабічного вірша.
Поетеса Цай Веньцзі (177—239) написала довгий вірш про те, як вона була в полоні у кочовиків хунну, використовуючи пентасилабічну форму, яку також можна було зустріти в народних піснях. Найбільш відомим був вірш про молоду жінку Хуа Мулань, яка пішла на війну з хунну, зайнявши місце свого батька.

## Династія Тан (618—907)
Епоху Тан розглядають як період одного з найвищих піднесень у китайській культурі. Завдяки соціальній та політичній стабільності, а також різноманітним культурним контактам саме в цей період було створено багато самобутніх праць, які збереглися до нашого часу.

### Поезія

Ван Вей

У 1703 році, за часів династії Цін (1644—1911), було видано імператорське зібрання творів 2 200 поетів епохи Тан (Лі Бо, Ду Фу, Ван Вей, Мен Хао-жань, Бо Цзюйі, Цуй Хао та інші), до якого увійшло близько 48 000 віршів. Отримали розвиток як класичні літературні форми — поезія стародавньою китайською (ши), любовна лірика (ци), ритмічна та римована проза (фу), так і сучасніші пента- та гептасилабічні поетичні форми, зокрема «люй-ши» (кит.: 律诗, «правильні вірші» з вісьмома рядками, серед яких було чотири римовані парні рядки та чотири неримовані непарні) та «цзюецзю» (кит.: 绝句, вірші з чотирма рядками по сім ієрогліфів у рядку).
Протягом цього періоду були створені трактати, присвячені живопису та каліграфії, зокрема «Таємниці живопису», створення яких приписується художнику та поету Ван Вею. Також існувала літературна течія, представники якої, Хань Юй (кит.: 韩愈) та Лю Цзун'юань (кит.: 柳宗元), виступали за повернення до «стародавнього стилю» (кит.: 古文运动) ритмічної прози, притаманного поезії епохи Хань.

### Проза
Протягом правління династії Тан існувало жанрове розмаїття прозових творів, які традиційно поділялись на чотири групи: любовні новели, історичні романи, героїчні та фантастичні історії. Найбільш відомими були автори чуаньци (传奇), історій про дивовижне. В той час як події у цих історіях відбувалися у реально існуючих місцях, зокрема у столиці Чан'ань, головні дійові особи взаємодіяли з фантастичними істотами. Лі Гунцзо (кит.: 李 公 佐) написав «Історію правителя Нанке» (南柯太守传), герой якої уві сні потрапляє в царство мурашок, тоді як у романі «Життєпис Жень» (кит.: 任氏传), написаному Шень Цзицзи (кит.: 沉 既 济) у 781 році, розповідається історія молодого хлопця, який одружився з дівчиною, яка насправді була лисицею у людській подобі, про що він дізнався тільки після її смерті.

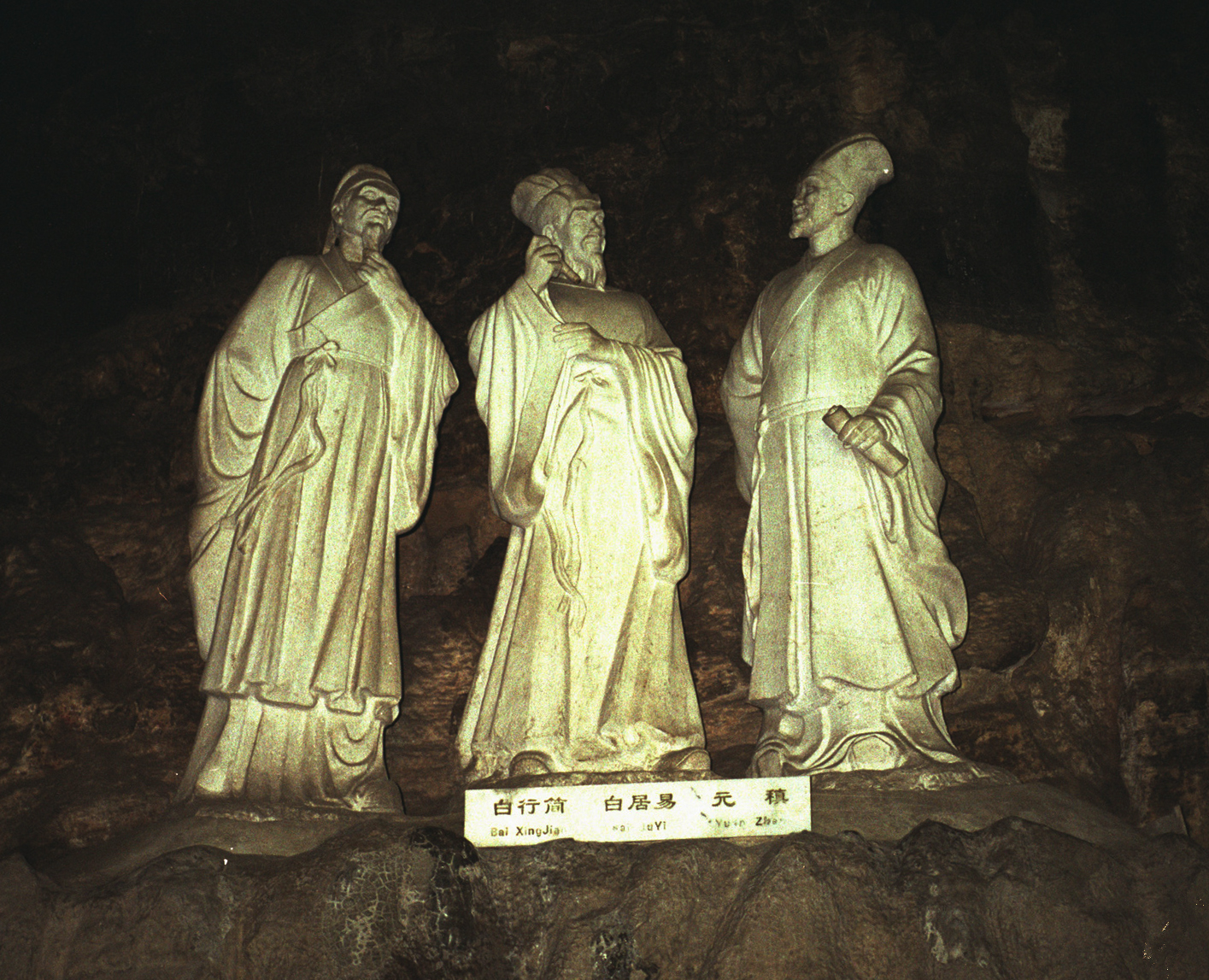
Перший ліворуч — Бо Сінцзянь

Даоський вчений Ду Гуантін (кит.: 杜光庭, 850—933) написав історичний роман «Чужинець з кучерявою бородою» (кит.: 虬髯客 传), в якому возвеличив засновника династії Суй імператора Суй Вень-ді (Ян Цзянь). Однією з найпопулярніших любовних новел була «Повість про красуню Лі» (кит.: 李娃 传) Бо Сінцзяня (кит.: 白行简, 770—816), де розповідається історія молодого вченого, який закохався у куртизанку, тоді як серед фантастичних історій цінувалася збірка «Розповіді про загадкове та незвичайне» (кит.: 玄 怪 录), написана Ню Сен-чжу (кит.: 牛僧孺, 780—848), «Розповіді з кімнати палацу» (кит.: 宣 室 志) Чжан Ю (834 −882), «Зібрання нечуваного» (кит.: 异闻集) Чжень Ханя (кит.: 陈翰).

## Династія Сун (c. 960—1279)
Попри те, що період правління династії Сун характеризувався неспокоєм та нестабільністю, під час нього стався розквіт китайського класичного мистецтва. Імператор Хуей-цзун (кит.: 宋徽宗) був живописцем, каліграфом та музикантом, водночас його талановитість не поширювалася на справи керування державою, тому правління Хуейцзуна поклало кінець історії Північної Сун. «Золоте століття» сунської поезії було позначене розвитком поетичного жанру ци, що прийшов у класичну поезію з народних пісень, його особливість полягала в тому, що він припускав існування рядків без фіксованої кількості ієрогліфів.
Поезія династії Сун переважно наслідувала взірці попередньої епохи, зокрема Ван Юйчен (кит.: 王禹偁, 954—1001) писав у стилі танського поета Бо Цзюйі (кит.: 白居易, 772—846). Сентиментальний стиль танського поета Лі Шан'іня (кит.: 李商隐, 813—858) знайшов своє відображення у віршах поета Ян І (кит.: 杨 亿, 974—1020), представника школи Сикун (кит.: 西昆), що отримала назву від антології «Віршів на споріднені теми з Західного Куньлунь» (кит.: 西崑酬唱集).
Серед поетів цієї школи найбільш відомими були Янь Шу (991—1055), Янь Цзидао (1030—1106), Фань Чжун'янь (989—1055) та Чжан Сянь (990—1078). Поет Лю Юн (987—1053) створив жанр маньци, або повільних ци, значне місце в яких займали описи природи. Поети школи Чанлі (кит.: 昌黎), які вважали себе послідовниками танського поета Хань Юя (кит.: 韩愈, 768—824), критикували сикунську школу, надаючи перевагу класичним формам поезії. Найвідомішим серед них був Оуян Сю (кит.: 欧阳修, 1007—1072).
Сунський поет Су Ши, або Су Дунпо (кит.: 苏东坡, 1037—1101), який був ще й прозаїком, живописцем та каліграфом, отримав визнання ще за свого життя, він писав пісні ци (кит.: 词), римовану прозу фу (кит.: 赋), а також вірші старим та новим стилем ши (кит.: 诗), найбільш відомим його твором є «Фу про подорож до червоної стіни» (кит.: 前 赤壁赋). Одним із його учнів був засновник цзянсійської поетичної школи Хуан Тінцзянь (кит.: 黄庭坚, 1045—1105), відомий як майстер опису пейзажів природи. Іншим відомим представником цієї школи був Чень Шидао (1053—1101).
Значно вдосконалив жанр ши Мей Яочень (1002—1060). Разом з ним розвивав соціальну тематику Су Шуньцінь (1008—1048). У період Південної Сун значно розвив цей жанр Ян Ваньлі (1127—1206).
У жанрі «ци» досяг успіхів не тільки Су Ши, але і поетка Лі Цінчжао (кит.: 李清照, 1084—1151) та поет-воїн Сінь Ціцзі (кит.: 辛弃疾, 1140—1207). У пізнішому зібранні творів у жанрі «ци» поетів династії Сун (кит.: 宋词全) було вміщено близько 20 000 віршів, авторами яких були 1300 поетів та поеток цієї епохи.
Протягом правління династії Сун набув поширення феномен «біцзі» (кит.: 笔记), збірок художньої прози з авторськими коментарями укладача. У «Нотатках пана Сун Цзін-Веня» (кит.: 宋景文 公 笔记), написаних Сун Ці (кит.: 宋祁, 998—1061), розміщено знайти анекдоти, щоденникові записи, повідомлення про подорожі, а також історії про привидів, жарти та загадки. В цей же період виникли перші версії майбутніх класичних творів — «Роману трьох держав» та «Подорожі на Захід», а також були створені театри, які стали попередниками сучасної китайської опери.

## Династія Юань (1261—1368)
У часи династії Юань було створено більш ніж 600 театральних п'єс, з яких до наших часів збереглося майже 160. Відомим драматургами були Ґуань Ханьцін, Бо Пу, Ґао Мін. Деякі з цих творів досі залишаються популярними у Китаї, де їх можна побачити в репертуарах традиційних театрів.
Правління монгольської династії призвело до поєднання різних культурних елементів, протягом цього часу було створено багато епічних творів, головними героями яких інколи були люди монгольського або тибетського походження. Відомим істориком кінця Юань та початку Мін був Тао Цзун'і. Найвідомішим поетом початку династії був Лу Чжи. На переході влади до династії Мін працював Ґао Ці (1336—1374).

## Династія Мін (1368—1644)
Продовжують розвиватися традиції періоду Юань. Водночас відзначається підйом китайського патріотизму. Одним з його уособлень був Лю Цзі.
Період правління династії Мін став часом розквіту китайського класичного роману, протягом цього часу з'явилися такі твори як «Роман трьох держав», «Річкові заплави», «Квіти сливи в золотій вазі» та «Подорож на Захід».
- Події в «Романі трьох держав» відбуваються протягом історичного періоду Саньго, автор прикрасив виклад цих подій власними вигадками та драматичними елементами. В романі схвально описується правління династії Шу, тоді як імперія Вей змальовується уособленням зла. Погляди, викладені в романі, визначили загальне сприйняття цієї епохи.
- «Річкові заплави» відсилають до реальних історичних подій епохи правління династії Сун. В цьому романі розповідається історія розбійників з табору Ляншаньбо провінції Шаньдун, які нападали на корумпованих чиновників.
- «Квіти сливи в золотій вазі» є відгалуженням сюжетної лінії «Річкових заплав», через еротичні сцени повну версію роману заборонено у Китайській Народній Республіці, де видається тільки цензурований варіант. Значна кількість вчених його автором вважає Ван Шичженя.
- «Подорож на Захід» (1570) У Чен'еня — це фантастична історія про подорож буддистського ченця Сюаньцзана та його учнів, — «Короля Мавп» Сунь Укуна, напівлюдини-напівсвині Чжу Бацзе, ченця Ша Сена, — до Індії за священними сутрами. Наприкінці роману герої зустрічаються з Буддою та повертаються з сутрою до Китаю. Після нього з'явилася велика кількість творів аналогічної тематики. Широку популярність мав роман Сюй Чжунліня «Піднесення до рангу духів».

Розвивалися також і малі прозові жанри, у 1378 році була надрукована збірка «Нові оповідання біля запаленого світильника», написана автором «Нотаток про півонієвий ліхтар», письменником Цюй Ю (кит.: 瞿佑, 1341—1427). Наприкінці правління династії були створені тексти, написані у розмовному жанрі, приміром хуабень (кит.: 话本) Фен Менлуна. Також це час розквіту китайської драми, уособленням якої стали Тан Сяньцзу та Лі Юй.
Продовжуються також попередні поетичні традиції, закладні за часів династії тан, зокрема написання своєрідних афоризмів цзацзуань. Майстрами його були Сюй Шупі, Чень Ґаомо, Фан Сюань.

## Династія Цін (1644—1911)
Династія Цін була останньою імператорською династією в історії Китаю, а також найтривалішою династією, правителі якої не належали до етносу хань. Вже на початку правління династії почалися переслідування вчених та літераторів. Було знищено Товариство відродження (Фуше) на чолі із відомим поетом Чжан Пу. На початку правління династії частина вчених та інтелектуалів не змирилася із загарбанням. Закликали до боротьби із загарбниками поети Ґу Яньу, Ґуй Чжуан, Хуан Цзунсі, Чень Цзилун, Ся Ваньчунь.
У той же час продовжувалися традиції поезії ци та ши (Налань Сінде, Чжу Іцзунь). У середині правління династії найвпливовішою стає Чанчжоуська школа поетів (Чжан Хуейян, Чжоу Цзі).
Особливою подією став твір «У парку поезії» Юань Мея, який окреслив побудову віршів. Його справу підтримала група поетів та літераторів Чжен Баньцяо, Чжао І, Хуан Цзінжень, Чжан Веньтао, Цзян Шицюань.
Роман Цао Сюеціня «Сон у червоному теремі» став останнім з «чотирьох класичних романів», які увійшли до скарбниці класичної китайської літератури.
Сатиричне зображення державної екзаменаційної системи у романі У Цзінцзи «Ліс вчених мужів» (1749) стало відгуком на тогочасну формалізацію та бюрократизацію цієї соціальної установи.
Отримали розвиток і малі прозові форми, зокрема Пу Сунлін (кит.: 蒲松龄; 1640—1715) написав книгу «Оповідання Ляо Чжая про незвичайне» (кит.: 聊斋志异), до якої увійшла 431 історія. Його традиції були продовжені у XVIII ст. новелістом Цзі Юнєм, який видав низки збірок оповідок. У своїх мініатюрах Чжан Дай наблизив прозоровий опис природи до пейзажної лірики. Розвивається жанр автобіографії, виразним представником якого став Шень Фу.
Останнім романом, створеним у традиції китайських класичних романів стали «Квіти у дзеркалі», написані вченим-літератором Лі Жу-чженєм.
Окремі вчені та поети приділяють увагу збиранню та виданню народного фольклору. Серед них визначним є Лі Дао-юань. Продовжуються традиції пейзажної лірики (Хе Шаоцзі, Чжен Чжень).
Поступово окреслюється критичне ставлення до діяльності уряду маньчжурської династії, з'являється критика соціальної політики. Найбільш відомим серед мислителів цього часу є Гун Цзичжень, думки якого в подальшому вплинули на Кан Ювея. В цьому ж напрямку працював Хуан Цзуньсянь.
Закладаються підвалини китайської журналістики. Особлива роль в цьому процесі пов'язана з діяльністю громадського діяча та філософа Ван Тао.
Наприкінці правління династії Цін контакти з західною культурою, що відбувалися у таких торгових містах як Кантон та Шанхай, вплинули на подальший розвиток тематики літературних творів. В цей період з'явився роман Хань Банцина (кит.: 韩邦庆, 1856—1894) «Життєпис квітів на воді» (кит.: 海上花列傳, 1892), у якому розповідались історії про шанхайських куртизанок. Розвивається історичний роман, яскравим представником якого був У Вояо. На зламі епох працював письменник, журналіст, перекладач, поет Су Маньшу. З критикою сучасних йому порядків виступав Лі Боацзя. Нрави сучасного суспільства відображені у романі Лю Е «Подорож Лао Цаня». Особливо місце у китайській прозі займає роман «Квіти у морі зла» Цзен Пу.
Контакти із західними державами, перш за все Великою Британією та Францією, наприкінці XIX ст. спричинив інтерес до західної культури та науки. З'являється багато перекладів. Одним з значущих китайських перекладачів цього періоду був есеїст та драматург Лінь Шу. західна освіта поширюється серед різних прошарків населення. Жінки все більше намагаються позбавитися застарілих традицій, що відображено у нарисах та творах письменниці Юй Дерлін.

## Китайська нова (1919—1949) та новітня (1949—) література
Історія новітньої китайської літератури починається у ХХ столітті. Зміна монархічної форми правління на республіканський устрій зумовила перехід від моделей класичної літератури до «нового стилю», де віддавалася перевага доступності текстів для великої кількості читачів та використанню розмовної мови. Маніфестом цього періоду стала стаття Ху Ши (кит.: 胡適, 1891—1962) «Нариси щодо реформи літератури», опублікована в журналі «Нова молодь» у 1917 році. Ху Ши взяв активну участь у «Русі четвертого травня», представники якого, окрім висування політичних вимог, виступали за модернізацію китайської літератури та відмову від моделей традиційної конфуціанської культури. Учасники руху критикували так званих письменників мандаринок та метеликів (кит.: 鸳鸯蝴蝶派) за надмірне використання популярних любовних сюжетів.

### Проза
Засновником нової китайської літератури став письменник Лу Сінь (кит.: 鲁迅; 1881—1936), який у 1918 році опублікував оповідання «Щоденник божевільного». Попри те, що у тридцяті роки його позиція відрізнялася від позиції комуністів, після його смерті Комуністична партія Китаю використала його образ у своїх цілях. Найбільш відомою книгою Лу Сіня залишається збірка «Клич» (кит.: 呐喊, 1923), до якої увійшла повість «Справжня історія А-Кью» (кит.: 阿Q正传, 1921—1922). Маньчжурець Лао Ше (кит.: 老舍, 1899—1966), справжнє ім'я якого було Шу Цінчунь (кит.: 舒庆春), став відомим через свій роман про хлопця-рикшу «Верблюд Сян-цзи» (кит.: 骆驼祥子, 1936). Серед письменників, які писали на політичну тематику, був журналіст Мао Дунь (кит.: 茅盾; 1896—1981), який не тільки взяв участь у заснуванні Комуністичної партії Китаю у 1921 році, але і працював на посаді секретаря Мао Цзедуна та міністра освіти КНР. Його найбільш відомими працями є романи «Весняні шовкопряди» (кит.: 春蚕) та «Перед світанком» (кит.: 子夜, 1933).
Ба Цзінь (кит.: 巴金; 1904—2005) став відомим через свої трилогії «Кохання» (кит.: 爱情, 1936) та «Стрімка течія» (кит.: 激流, 1933—1940), а також як перекладач іноземної літератури та один із перших прихильників есперанто у Китаї. Значний внесок у розвиток сучасної китайської літератури зробив Цао Юй (1910—1996). Подією в літературі стала творчість Оуян Шаня (1908—2000). В цей час стає широко відомим драматург та есеїст А Ін (1900—1977).

### Поезія
Поет Сюй Чжимо (кит.: 徐志摩, 1897—1931), який свого часу навчався у Кембриджі, писав під впливом французьких поетів-символістів та англійських романтиків, зокрема Джона Кітса та Персі Біші Шеллі. Відомими поетами цього періоду також були Ху Ши (кит.: 胡适, 1891—1962), Кан Байцін (кит.: 康 白 情, 1896—1959), Бін Сінь (кит.: 冰心, 1900—1999) та Го Можо (кит.: 郭沫若, 1892—1978).

## Китайська Народна Республіка
Після проголошення Китайської Народної Республіки у 1949 році багато китайських письменників почали писати про класову боротьбу, колективізацію та індустріалізацію, зокрема Ху Фен (кит.: 胡风, 1902—1985) та Дін Лін (кит.: 丁玲, 1904—1986). Відомими на той час були Чжао Шулі (кит.: 赵树理, 1906—1970), який написав роман «Зміни у селищі родини Лі» (1946), Ай У (кит.: 艾芜, * 1904) з працею «Втисячне загартований у полум'ї» (1958) та Ду Пенчен (zh:杜鹏程, 1921—1991), який описував будівництво залізниць.
Протягом Культурної революції (1966—1976) стався занепад літератури, багато письменників стали жертвами судових процесів. У 1979 році відбулася певна лібералізація культури. Тематикою літератури шрамів, або літератури поранених (кит.: 伤痕文学) став травматичний досвід Культурної революції. Центральними працями цього напрямку стали «Класний керівник» (кит.: 班主任, 1977) Лю Сіньу (кит.: 刘心武, * 1942), «Шрам» (1978) Лу Сіньхуа (кит.: 卢新华, * 1954), «Клен» (кит.: 枫, 1979) Чжен І (кит.: 郑义, * 1947) та «Крик» (1979) Фен Цзіцая (кит.: 冯骥才, * 1942).
Література шрамів стала попередницею сучаснішої літератури реформ, яка зародилася у 1980-х роках, в ній приділялося більше уваги не тільки повсякденному життю, але і проблемам бюрократії у китайському суспільстві, правам жінок, а також закликам до реформування промисловості. Відомими представниками цього напрямку стали письменник Цзян Цзилун (кит.: 蒋子龙, * 1941) та письменниця Шень Жун (кит.: 谌 容, * 1950). У своєму оповіданні «Око ночі» Ван Мен (кит.: 蒙, * 1934) зробив спробу імітувати сюрреалістичну техніку потоку свідомості. У 1980-х роках стають також актуальними жанри репортажної та хуліганської (кит.: 痞子 文学) літератур, помітним представником останньої виступає письменник Ван Шуо.
Виникла також нова школа «туманної поезії» (кит.: 朦 胧诗; ménglóngshī), перший вірш під назвою «Відповіді» (кит.: 回答) в цьому стилі написав Бей Дао (кит.: 北岛, * 1949) та опублікував його у журналі «Поезія» у 1979 році. Іншими відомими представниками цієї школи були Гу Чен (кит.: 顾城, * 1956) та Шу Тін (кит.: 舒婷, * 1952).
Сучасні китайські письменники були змушені працювати в умовах введення цензури та втручання репресивного апарату держави, яке ставало особливо помітним під час «кампанії проти духовного забруднення» (кит.: 清除 精神 污染 运动) у 1983 році та придушень студентських протестів на площі Тяньаньмень у 1989-му. Разом з тим ці події дали поштовх до створення критичної літератури стосовно комуністичного режиму. Одним з представників цього періоду є Ян Цзішен (нар. 1940). В цей період також починає розвиватися література неореалізму (新寫實), яскравими представниками якої є Чи Лі, Фан Фан, Лю Чженьюнь, Лю Хен, Фань Сяоцін, Чжу Суцзінь, Лі Сяо, Ян Чженгуан, Чжао Беньфу. Також до неореалізму зараховуються деякі твори Ван Ань-і, Су Туна, Є Чжаояня, Чжоу Мейсеня.
Сучасна китайська література створюється не тільки авторами з Китайської Народної Республіки, але також і письменниками з Тайвані, Сінгапура та інших країн.
Нобелівську премію з літератури отримали двоє китайських письменників — Ґао Сінцзянь (2000) та Мо Янь (2012).

## Переклади
Переклади латиною з китайської почали з'являтися у XVI столітті, перший переклад надіслав до Риму Мікелє Роджері, який разом з Маттео Річчі заснував єзуїтську місію в Китаї. Вони обидва перекладали Конфуція, але ці тексти так і залишися рукописами. Перше друковане видання трьох книг Чотирикнижжя Конфуція латиною з'явилося наприкінці XVII століття.

Українською мовою твори з китайської перекладали Іван Чирко, Лідія Голубнича, Геннадій Турков та ін.